# Klodeta Gjini
Klodeta Gjini (Tirana, 20 agosto 1964) è un'ex altista albanese, attuale primatista nazionale con la misura di 1,92 m.
È stata l'unica atleta a rappresentare l'Albania alla prima edizione dei Campionati del mondo di atletica leggera, tenutisi a Helsinki (Finlandia).

## Biografia
Ha iniziato la sua attività sportiva nelle classi speciali dedicate allo sport presso la scuola “ 20 Vjetori i çlirimit”. Subito distintasi nella specialità del salto in alto, ha abbracciato questa specialità che l’ha vista primeggiare nel corso della sua carriera sportiva, scandita dal conseguimento per 10 anni consecutivi (dal 1980 al 1990) del titolo nazionale di specialità.
Ha realizzato in progressione record nazionali e il 21 agosto 1989 a Tirana ha superato l’asticella posta a m. 1.92, prestazione che a tutt’oggi costituisce il record nazionale albanese di specialità. Nel corso della sua militanza sportiva ha ottenuto inoltre buoni risultati nelle discipline del pentathlon e dell’eptathlon.
Componente del team albanese di atletica, dal 1980 al 1991 ha partecipato a manifestazioni internazionali quali i Giochi del Mediterraneo, i Giochi Balcanici e numerosi meeting internazionali, salendo anche sul podio; è stata l’unica atleta che ha rappresentato i colori del suo paese al primo mondiale di atletica a Helsinki, Finlandia, dal 7 al 14 agosto 1983.
Dal 1973 al 1992 ha gareggiato per il club sportivo “ 17 Nëntori”, squadra rappresentativa della città di Tirana, e dopo il suo trasferimento in Italia nella stagione 1992-93 per Assi Banca Toscana.

### Studi
Klodeta Gijni si è laureata presso l’Università di Tirana in Economia Commercio, indirizzo merceologia generale (1982-1986) e successivamente ha conseguito il Diploma ISEF negli anni 1988-1992, indirizzo insegnamento. Dopo il suo trasferimento in Italia consegue la laurea breve presso l’Università di Bologna nel 2006 in Scienze motorie e nel 2008 conclude il corso di laurea specialistica in ginnastica preventiva adattata; nel 2017 aggiunge un'altra laurea in Marketing management sempre presso l'ateneo bolognese.
Dagli anni 2010 è professoressa di scienze motorie presso le scuole superiori di Bologna, continuando però la sua passione per l’atletica, gareggiando da atleta master con la società felsinea Acquadela.
E’ “Grande Maestra” della Repubblica Albanese e “Maestra Emerita dello Sport “.
Nel 2021 ha pubblicato "Le sentinelle profumate della memoria" che tratta del miglioramento della vita con l'esercizio fisico e l'allenamento cognitivo del cervello con la casa editrice In.Edit Edizioni.